# Like a Prayer
Like a Prayer é o quarto álbum de estúdio da artista musical estadunidense Madonna. O seu lançamento ocorreu em 21 de março de 1989, através das gravadoras Sire e Warner Bros.. Depois de atuar no filme Who's That Girl (1987) e na peça Speed-the-Plow, da Broadway — ambos os quais não foram bem recebidos criticamente —, a cantora deu início à concepção do disco; entretanto, ela passou por um distúrbio emocional devido à má recepção de seus projetos como atriz, seu divórcio do ator Sean Penn e seu aniversário de 30 anos, idade com a qual sua mãe morreu. Ela tinha algumas questões em sua mente que ainda não haviam sido compartilhadas ao público, incluindo sua conturbada relação com Penn, sua família, a perda de sua mãe e até mesmo a sua crença em Deus, e decidiu que esses tópicos poderiam servir como inspiração para a direção musical do projeto. Após procurar suas anotações pessoais, Madonna começou a considerar suas opções, decidindo utilizar uma abordagem mais adulta e sofisticada para o trabalho, percebendo que ao passo em que ela amadurecia, seu público aumentava.
Gravado entre setembro de 1988 e janeiro de 1989 em estúdios situados em Nova Iorque, Califórnia e Minneapolis, Like a Prayer é um álbum de música pop que incorpora elementos de gêneros como dance, rock, funk, gospel e soul, e utiliza instrumentação ao vivo e inclui outros como bateria, baixo, guitarra, percussão, trompa e cordas. Produzido pela própria cantora em conjunto com Stephen Bray, Patrick Leonard e Prince — com este último participando de "Love Song" —, o disco foi descrito por ela como uma coleção de canções sobre sua mãe, seu pai e os laços com sua família. Liricamente, suas faixas tratam de temas como a infância e a adolescência da intérprete, sua relação com seu pai, a morte de sua mãe, sua educação católica, a importância da família e a capacitação feminina.
Like a Prayer foi recebido com análises predominantemente favoráveis por críticos musicais, que elogiaram os vocais de Madonna, suas habilidades como compositora, a instrumentação contida no trabalho, e sua natureza introspectiva. Alguns resenhistas elogiaram sua variedade musical, sua produção e as questões pessoais da artista refletidas nas faixas, e descreveram-no como o seu melhor trabalho até então. Comercialmente, o disco também obteve uma recepção positiva. Atingiu o topo das tabelas musicais de diversas nações, como Alemanha, França, Itália, Noruega e Reino Unido, listando-se nas dez primeiras colocações em todas onde entrou. Em território estadunidense, converteu-se no terceiro álbum de Madonna a culminar na Billboard 200, permanecendo no topo da tabela por seis semanas consecutivas e obtendo o maior período em que um trabalho seu permaneceu no cume do periódico. Foi certificado como platina quádrupla pela Recording Industry Association of America (RIAA), denotando vendas de quatro milhões de unidades no país, comercializado um adicional de 575 mil cópias na nação após o advento da Nielsen SoundScan. Mundialmente, vendeu mais de 15 milhões de unidades.
Seis singles foram lançados a partir do álbum, dos quais a faixa homônima, "Express Yourself" e "Cherish" obtiveram melhor desempenho, com destaque para o primeiro que culminou na Billboard Hot 100. A divulgação do disco contou com uma performance nos MTV Video Music Awards de 1989, o lançamento do extended play (EP) Remixed Prayers no Japão e a turnê Blond Ambition World Tour (1990). Com o lançamento dos vídeos musicais das faixas trabalho de Like a Prayer promoveu sua criatividade e tornou-se conhecida como uma figura de destaque no formato. A gravação audiovisual da canção título causou grande controversa religiosa por utilizar iconografia católica como estigmas e cruzes em chamas, bem como um sonho sobre fazer amor com um santo, e fez com que o Vaticano condenasse o projeto e levou a Pepsi a cancelar o contrato de patrocínio de 5 milhões de dólares com a cantora. O vídeo de "Express Yourself", por sua vez, foi o mais mais caro feito até então. Ao final da década de 1980, ela foi nomeada a "Artista da Década" por diversos meios de comunicação, incluindo as revistas musicais Billboard e Musician, e o canal televisivo MTV. Anos mais tarde, Like a Prayer foi reconhecido pela revista musical Rolling Stone como um dos 500 melhores álbuns de todos os tempos.

## Antecedentes

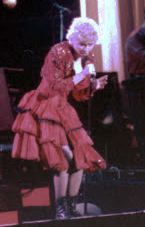
Madonna durante a turnê Who's That Girl World Tour, 1987.

1988 foi um ano tranquilo nos projetos fonográficos de Madonna. Após a falta de sucesso crítico e comercial de seu filme Who's That Girl (1987), ela atuou na peça Speed-the-Low da Broadway. Entretanto, a má recepção crítica causaram seu desconforto novamente. Seu casamento com o ator Sean Penn terminou, e o casal concluiu o processo de divórcio em janeiro de 1989. A cantora completou 30 anos, idade em que sua mãe havia falecido, e por essa razão, ela passou por um distúrbio mais emocional. Em entrevista para a Interview publicada em maio de 1989, a artista comentou que sua educação católica lhe deu um sentimento de culpa o tempo todo:
| “ | Porque no catolicismo você é um pecador desde que nasceu, e você é um pecador durante toda a sua vida. Não importa como você tenta se afastar disso, o pecado está dentro de você o tempo todo. Foi esse medo que me assustou; isso me provocava e me assustava a cada momento. A minha música foi, provavelmente, a única distração que tive. | ” |

Entretanto, Madonna percebeu que conforme ela amadurecia, seu público aumentava. Sentido a necessidade de tentar algo diferente, a musicista queria que o som de seu novo álbum indicasse o que poderia ser popular no mundo da música. Para ideias líricas de "Like a Prayer", ela escolheu tópico que, até então, eram apenas mediações pessoais que nunca deveriam ser compartilhadas com o público. Cuidadosamente, ela pesquisou suas anotações pessoais e seus diários, e começou a considerar suas opções. A intérprete lembrou: "O que eu queria dizer? Eu queria que o álbum e canção falassem coisas [que estavam] na minha mente. Foi uma época complexa na minha vida". A artista decidiu utilizar uma abordagem mais adulta e contemporânea. Ela tinha alguns pensamentos em mente, incluindo sua conturbada relação com Penn, sua família, a perda de sua mãe e até mesmo sua crença em Deus, e achou que estas questões poderiam servir como inspiração para a direção musical do projeto. Para a revista SongTalk, Madonna comentou: "No passado, eu escrevi um monte de canções [que revelaram o meu eu interior], mas eu senti que elas eram muito honestas, muito demasiadas ou muito assustadoras, e decidi não gravá-las". Ela também percebeu que conforme ela e seus fãs estavam amadurecendo, era a hora de se afastar do apelo adolescente e ir para um público mais vasto, e encaixar isso na longevidade do mercado do álbum.

## Desenvolvimento

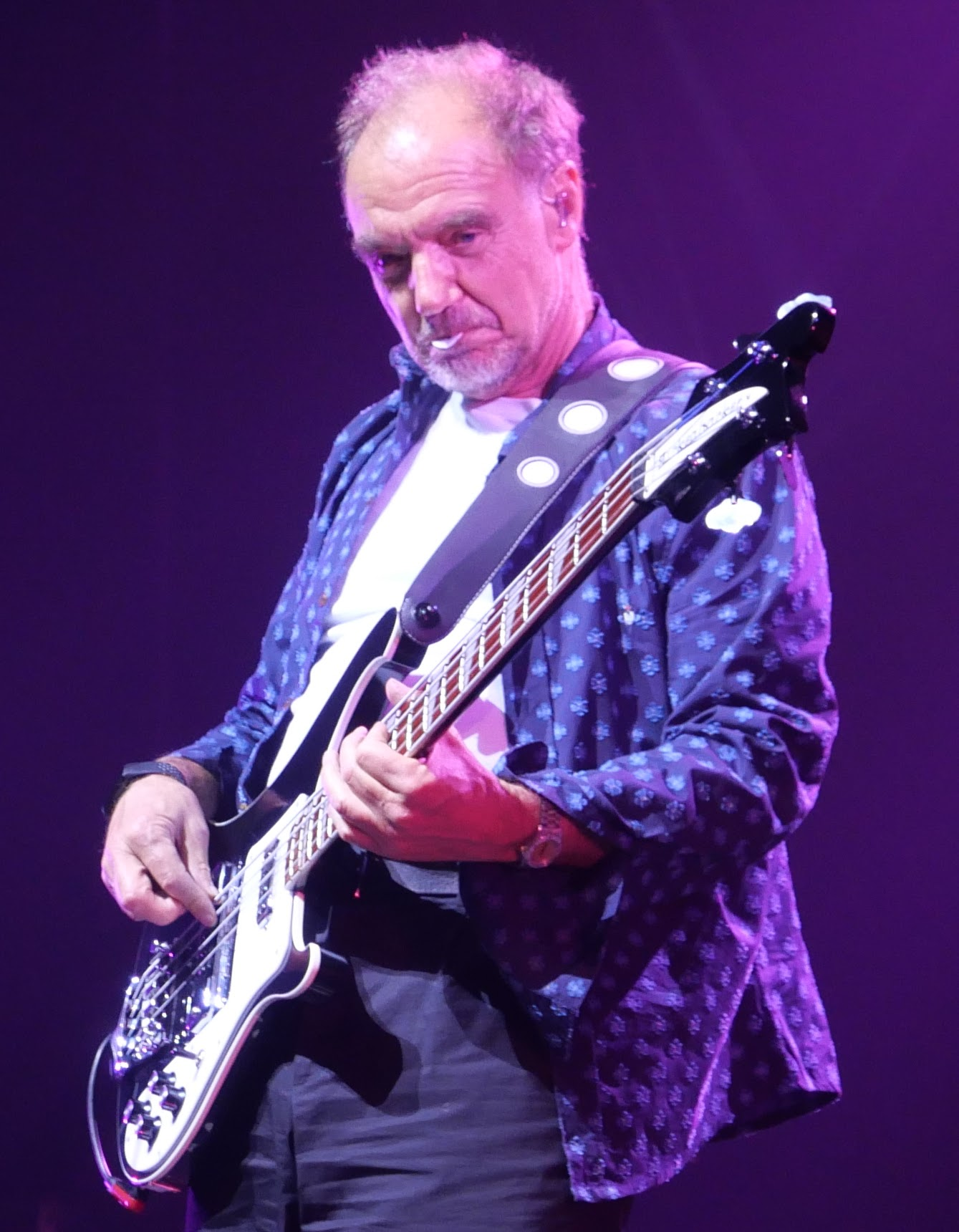
O baixista britânico Guy Pratt (fotografado em 2022) tocou na música-título e em outras faixas do álbum.

Grande parte do aspecto "sombrio" de Like a Prayer surgiu a partir do que estava acontecendo ao redor de Madonna enquanto ela apresentava Speed-the-Plow em Nova Iorque. Ela considerava seu personagem "incrivelmente desgastante e espiritualmente deprimente", assim como o cenário. Sentimentos como introspecção, frustração e desespero começaram a nascer nela. A artista confessou que devido ao estado de espírito em que se encontrava na época, lidava com muita tristeza, o que não enfrentava há muito tempo e que se refletia a cada noite. Juntamente com isso, o papel que a igreja desempenhou em sua vida tornou-se um problema subjacente que ela decidiu refletir em sua composição. Em seu próximo disco, Madonna partiu para curar musicalmente suas feridas emocionais e religiosas; para isso, ela trabalhou com os produtores Stephen Bray e Patrick Leonard, com quem já havia colaborado em seu álbum de estúdio anterior True Blue (1986) e na trilha sonora de Who's That Girl (1987), enquanto ela considerava suas alternativas, os produtores criaram individualmente faixas instrumentais e ideias musicais para apresentar a ela. Embora se conhecessem e já tivessem trabalhado com a cantora, havia uma certa competição entre eles para ver quem conseguia mais músicas em um de seus álbuns. Ambos trouxeram seu próprio estilo ao projeto; Bray tinha predileção por faixas dance pop, enquanto Leonard tinha um estilo mais melódico. Madonna estava ciente da dinâmica de relacionamento entre os dois e notou que a tensão era boa para a exercitar a criatividade, opinando: "Gosto quando as pessoas se enfrentam. Eu até gosto quando eles me encaram. Se você quer criatividade, você deve ter faíscas. Eu sou a favor disso."
Eventualmente, a vocalista sentiu que a música apresentada a ela por Leonard parecia ser mais interessante, e então começou a trabalhar mais intensamente com ele. Segundo ela, Leonard também enfrentava turbulências emocionais. Em 6 de janeiro de 1989, após um pedido de divórcio anulado no final de 1987 e várias brigas divulgadas, uma das quais levou a uma pena de prisão de 60 dias, Madonna e Penn se divorciaram. Este incidente inspirou a música "Till Death Do Us Part". O resto das canções foram escritas em duas semanas, com "Like a Prayer", "Cherish" e "Spanish Eyes" sendo escritas na primeira semana. De acordo com Leonard, "nós escrevíamos uma música por dia, e não as mudávamos. E muitas vezes o vocal que ela fazia era o vocal principal, nós nem mesmo fazíamos correções vocais. Era isso. Ela cantou. Estava pronto". O cantor Prince tocou guitarra em três canções do álbum, "Like a Prayer", "Keep It Together" e "Act of Contrition", embora não tenha sido creditado em nenhuma delas. Ele e Madonna também trabalharam juntos na faixa "Love Song", que foi gravada no Prince's Studio em Paisley Park; "Nós éramos amigos e conversamos sobre trabalhar juntos, então fui para Minneapolis para escrever algumas coisas com ele, mas a única coisa que realmente gostei foi 'Love Song' [...] Acabamos escrevendo à distância, porque eu tinha que estar em Los Angeles e ele não podia sair de Minneapolis e, francamente, eu não suportava Minneapolis. Quando fui lá, estava 20 graus abaixo de zero e eu e senti-me desolada. Eu estava infeliz e não podia escrever ou trabalhar nessas circunstâncias", lembrou Madonna.
O trabalho com Bray foi semelhante; assim, ele mandava para ela uma fita cassete com algumas ideias e então eles se encontravam e trabalhavam nos arranjos daquelas demos que ela havia escolhido. Ele compunha um verso ou um refrão e depois com Madonna acrescentavam a ponte. Assim como Leonard, este se encarregou das letras e interveio nos retoques finais; De forma metafórica, Bray comentou: "Sempre fiz a caixa torácica e o esqueleto das canções, ela está lá para as últimas coisas como as sobrancelhas e o corte de cabelo, suponho". Somado a isso, ele indicou que as canções eram muito sinceras e, enquanto True Blue focava em abordar o amor, Like a Prayer marcou o início de outro capítulo mais "introspectivo". Os dois criaram "Express Yourself", "Keep It Together", "First Is a Kiss" e "Love Attack", embora os dois últimos não tenham sido incluídos no álbum, pois não se encaixavam na vibração "denominacional" do restante das músicas e por Madonna sentir que elas não eram "sinceras" o suficiente na época. Trabalhando de perto com a cantora, Bray chegou à conclusão de que "eu precisava fazer esse disco, tenho certeza. Acho que foi meio catártico para ela". Dentro de semanas, Madonna sentiu que havia material suficiente para um álbum inteiro. Ela afirmou que havia alguns poucos temas que estavam presentes em todas as canções desenvolvidas — catolicismo, família, infância e relacionamentos —, então ela descartou aquelas que não seguiam esses assuntos.

## Estrutura musical

### Temas e influências na composição
"Like a Prayer é sobre a influência do catolicismo na minha vida e a paixão que ele provoca em mim. Nessas canções eu trato de temas específicos que significam muito para mim. É uma assimilação de experiências que tive na minha vida e nas minhas relações. Assumi mais riscos com este álbum do que nunca e acho que o crescimento está aparecendo".

—Madonna sobre as canções de Like a Prayer.
Like a Prayer marcou uma direção a uma abordagem mais séria, introspectiva e "honesta" na carreira de Madonna até aquele momento. O biógrafo Mark Bego observou que o disco não era tão focado em fazer o ouvinte apenas dançar como se esperava dela, em vez disso, representava um trabalho "multitexturizado, elaborado e profundamente pessoal". Como a intérprete co-escreveu todas as canções, Bego observou que "pelo menos metade do material era reveladoramente autobiográfico", opinião compartilhada por Rikky Rooksby, autor de The Complete Guide to the Music of Madonna (2004). Segundo Carla Freccero, autora de Feminism and Postmodernism (1994), relações familiares são o tema central da obra, que expõe os traços de um "ethos de uma familia ítalo-americana e católica romana" na obra de Madonna. Sua abordagem por questões pessoais foi a coisa "mais reveladora" que ela fez em sua carreira em termos de letras, bem como a "mais experimental" musicalmente. A artista respondeu que "não tinha censores sobre ela em termos de emoções ou música. Eu arrisquei muito mais com este disco, mas obviamente o sucesso te dá confiança para fazer essas coisas". O autor também reconheceu que Penn teve uma "grande influência" em ajuda-la a revelar essa nova faceta.
Em geral, o contexto emocional do projeto é retirado da fase de crescimento de Madonna. Nesse sentido, as letras refletem os momentos mais difíceis de sua vida, como a morte de sua mãe em "Promise to Try", o relacionamento problemático com seu pai em "Oh Father" e seu casamento fracassado em "Till Death Do Us Part", tudo combinado com "conotações religiosas, arranjos espirituais e referências à alegria, fé, pecado e poder". Annie Zaleski, periodista do The A.V. Club, explicou que ao abordar religião, amor, perda ou família, Madonna o fez de uma perspectiva "profunda e adulta", fornecendo "forragem musical mais nova e com mais nuances". No entanto, a artista explicou que, embora a maioria das canções fosse baseada em sua vida, nem tudo era autobiográfico, acrescentando: "Estou constantemente inventando cenários que são uma combinação de algo que conheço e algo que imagino. Essa é apenas uma faceta que escolhi mostrar [no passado]. Eu definitivamente tenho aquele lado liso, glamoroso e manufaturado que me sinto muito confortável em exibir ao público. Mas também tenho o meu outro lado". A biógrafa Marie Cahill compartilhou a opinião da cantora, mencionando que as faixas eram "intensamente pessoais", mas os temas eram universais".
Musicalmente, Like a Prayer é um álbum predominantemente derivado do pop, que combina elementos de dance, funk, gospel, rock e soul. As canções evocam estilos e trabalhos específicos da década de 1960; "Dear Jessie" traz influências de Sgt. Pepper's Lonely Hearts Club Band (1967), dos Beatles (1967), "Act of Contrition" é uma reminiscência dos "experimentos de áudio" de John Lennon e Yoko Ono em The White Album (1968) e "Promise to Try" foi comparada à obra da cantora  Janis Ian, enquanto "Spanish Eyes" à música de Ben E. King e Billy Joel. Os trabalhos anteriores de Madonna tendiam a refletir sua vida e experiências atuais, Like a Prayer, em vez disso, é mais voltado para suas referências musicais anteriores: "Keep It Together" e "Express Yourself", por exemplo, são uma homenagem a Sly & the Family Stone, enquanto "Oh Father" é considerada uma ode a dupla Simon and Garfunkel, que Madonna ouvia quando era pequena. Ela afirmou que explorou diferentes tipos de música e descobriu coisas dentro de si que "sempre estiveram lá", mas que nunca teve confiança ou experiência suficiente para mostrá-las ao público até naquele momento. Lucy O'Brien sustentou que a artista "evitou o pop de alto brilho" de seus álbuns anteriores como True Blue e mudou-se para uma direção mais rock, manteve os arranjos simples e mudou seus vocais para um tom mais "profundo" e "rouco". Em comparação com seu álbum anterior, ela o chamou de "uma reinvenção surpreendente". A autora Fran Lloyd, em Deconstructing Madonna (1993), sugere que Like a Prayer, em vez de oferecer as "unidades líricas e musicais" de um álbum conceitual, pode ser visto como "uma coleção de ensaios com vários pontos de referência comuns", de um lado o som country e soul e, de outro, a música latina e as canções dos Beatles.

### Estrutura musical e letras

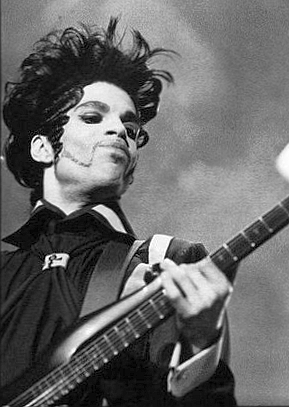
Prince é co-escritor e co-produtor de "Love Song", a qual também toca guitarra.

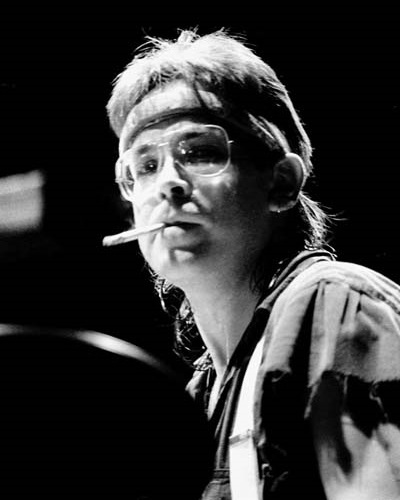
Jeff Porcaro tocou bateria no álbum.

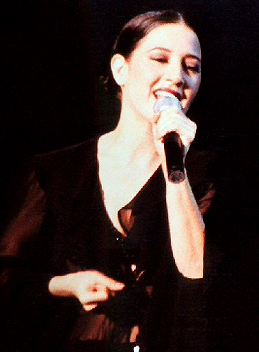
Donna De Lory contribuiu para o álbum com vocais de apoio.

O tema que abre e dá título ao álbum é "Like a Prayer". Em termos musicais, é uma canção pop rock que incorpora elementos do funk e do gospel. Contém a adição de um coral gospel, cuja voz aumenta a natureza espiritual da faixa, enquanto uma guitarra rock a mantém obscura e misteriosa. Conforme a cantora, é um número que trata de uma jovem garota tão apaixonada por Deus que faz dele a única figura masculina em sua vida. Suas letras foram inspiradas pela educação católica que a artista recebeu e serviram como uma metáfora para relação sexual, contendo sentidos ambíguos referindo-se à felação e ao orgasmo. A seguinte, "Express Yourself" é um dance-pop que apresenta instrumentação composta por tambores, palmas eletrônicas e batidas de tambores, enquanto o refrão é sustentado pelo som de saxofones e percussão. Suas letras focam na defesa de gênero proposta de maneira mais razoável por Madonna, que em produções anteriores e assim, encoraja o público feminino a buscar respeito e se expressar. "Love Song" é um número funk, de andamento lento, que apresenta guitarras "roucas" tocadas por Prince e os sintetizadores característicos de Madonna. Nos dá a entender que Madonna irá se entregar mais uma vez aos interesses românticos, mas logo depois do primeiro acorde, percebemos, como ela, que "esta não é uma canção de amor". "Till Death Do Us Part" foi descrito como um "relato autobiográfico" do casamento fracassado de Madonna e Penn. É uma balada que narra a dissolução "violenta" de um casamento abalado pela bebida, brigas e um marido possessivo e que se odeia. Com a presença de sintetizadores, bateria, bateria eletrônica e guitarras, Madonna usa um estilo musical e vocal maduro, diferente de seus primeiros trabalhos, e usa a palavra falada nos refrões. A intérprete retorna aos dias agridoces de sua infância em "Promise to Try", uma balada ao piano sobre a morte de sua mãe, quando ela tinha apenas 5 anos. Em uma parte da música, Madonna pergunta especificamente: "Será que ela escuta minha voz de noite quando eu a chamo?"; Mais tarde, um adulto parece admoestar uma criança com a letra: "Garotinha, não esqueça o rosto dela / Não deixe a memória brincar com sua mente / Ela é um sorriso desbotado congelado no tempo".
Like a Prayer prossegue com "Cherish", uma canção derivada do pop e doo wop que remete ao sunshine pop dos anos 1960. Construída em torno dos temas de amor e relacionamento, com Romeu e Julieta de William Shakespeare sendo uma das maiores inspirações, a canção inclui uma linha de "Cherish" (1960), da banda The Association. Liricamente detalha a devoção e o fato de ter seu amante ao seu lado, de quem ela jamais abandonaria. O som de cordas marcam o início de "Dear Jessie", uma canção de ninar influenciada pelo pop psicodélico que remete a obras de Beatles e Queen. Inclui uma seção de sopros e dedilhado acústico, bem como uma mudança no ritmo que ocorre durante uma breve pausa. A música é descrita como uma carta para a pequena Jessie — filha de Leonard que tinha três anos na época — e para a criança interior de Madonna. A letra é uma celebração da imaginação infantil, uma fantasia musical de conto de fadas habitada por elefantes cor-de-rosa com luas, limonadas, fadas, duendes e sereias. Segue-se, então, "Oh Father", que aborda a presença de figuras masculinas de autoridade na vida da cantora, sejam naturais ou espirituais como Deus, e principalmente seu pai, Silvio Ciccone, cuja relação havia sido tensa. É uma balada dramática na que destaca o piano e um arranjo de cordas; Madonna faz uso de um timbre contrastante, ou seja, sua voz mais aguda e suave com outra mais profunda. "Keep It Together" é um número synth-funk de ritmo moderado, que apresenta sons de slap característicos, sintetizadores sequenciados, percussão e efeitos wah-wah similares ao estilo de canções do Sly & the Family Stone, especialmente "Everyday People" (1968) e "Family Affair" (1971). Suas letras abordam a percepção de quão importante a família de Madonna tem sido como uma forma de estabilidade em sua vida.
"Spanish Eyes", penúltima música, é uma balada que retoma a atmosfera latina de "La isla bonita" (1987), com o uso de castanholas, mas aqui a produção é mais lenta e sombria. Os vocais de Madonna soam mais arriscados durante o refrão, apresentando harmonia vocal e floreios de trompete. Um solo de guitarra espanhola e sinos na ponte são ouvidos no final. As letras são ambíguas e sujeitas a várias interpretações; por um lado, trata do agravamento do HIV/AIDS nos Estados Unidos ou do lamento de uma mãe hispânica pela morte de seu filho devido à violência causada por gangues; por outro, conta a história de alguém que vai travar uma guerra. Like a Prayer encerra-se com "Act of Contrition"; trata-se de uma música experimental em que Madonna sussurra o ato católico de contrição acompanhada de um solo de guitarra rock, enquanto cantos de um coro tocam ao fundo. É uma montagem de sons que retoma e sampleia o solo de guitarra da introdução de "Like a Prayer", bem como o refrão que recita a palavra "oração", com linhas que abordam a bondade de Deus e a natureza pecaminosa do ser humano.

## Arte e lançamento

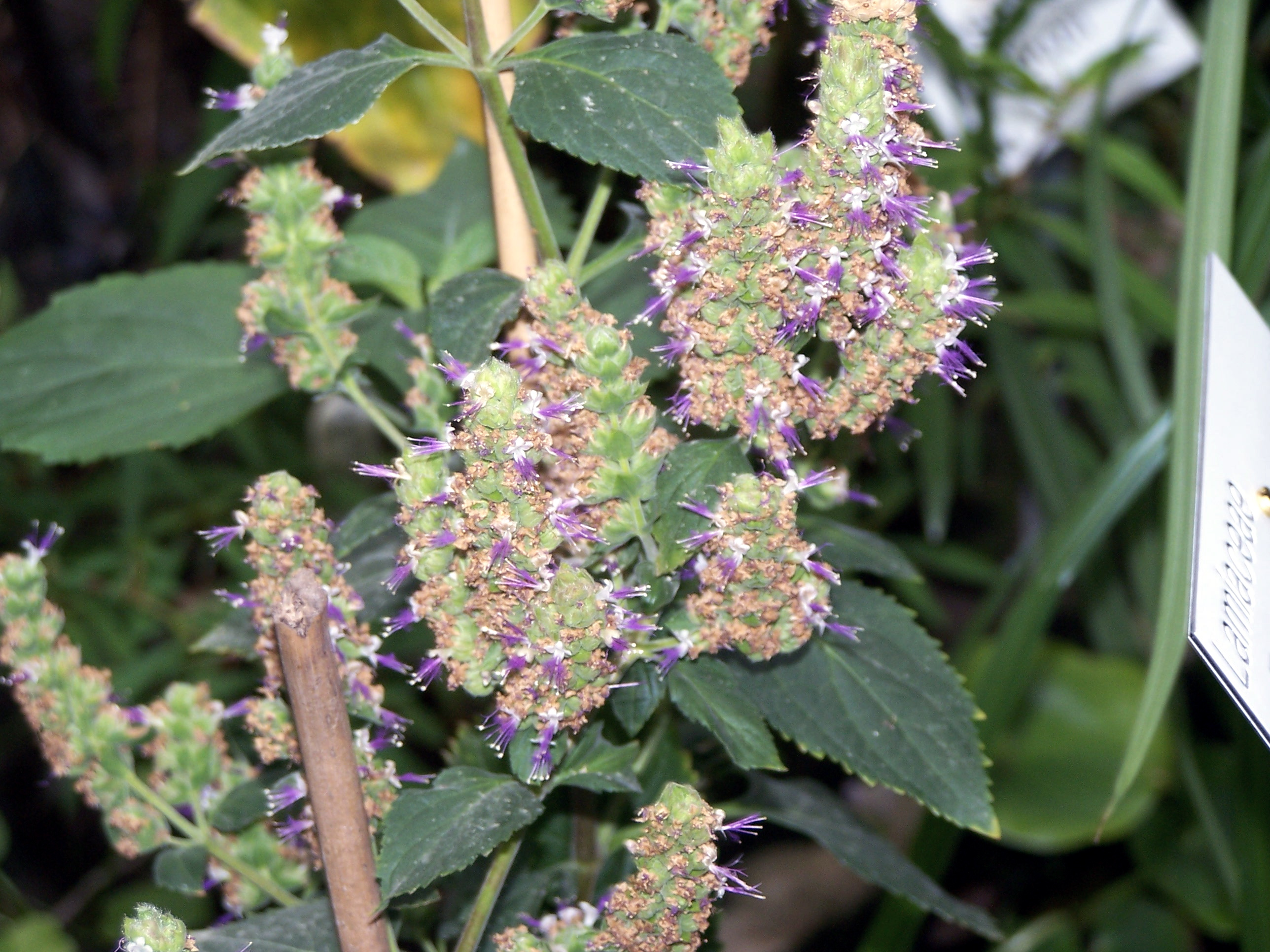
As primeiras cópias físicas de Like a Prayer em CD e vinil vieram com aroma de óleo de patchouli para enfatizar o teor religioso e simular o incenso das igrejas católicas.

Like a Prayer foi lançado em 21 de março de 1989 nos formatos disco de vinil e compacto, além de fita cassete. Herb Ritts, que já havia trabalhado com Madonna em True Blue, tirou as fotos para a capa e o encarte do trabalho. Para a ocasião, ela adotou um novo visual ao estilo dos anos 1960: pintou o cabelo de escuro e usou jeans desbotados, vários anéis nos dedos, um colar de cores e pedras de vidro que pendia da cintura e um crucifixo com incrustações em volta do pescoço. A artista garantiu que ter cabelos loiros soava "mais exótico, mais sensual, mas mais frívolo", o que a levou a sofrer uma crise de identidade, por isso decidiu mudar para o tom escuro, já que queria parecer mais séria. Os biógrafos Norman King e Adam Sexton sentiram que este visual a fazia parecer "uma mistura de hippie e cigana". Sobre o trabalho com a artista, Ritts detalhou: "Estamos na mesma sintonia. Madonna confia em mim e tento fazer o que é melhor para ela. Ela muda. Eu mudo. É uma imagem real que evolui. Tem uma particularidade que vem de dentro. Ela está sempre mudando e refinando sua imagem pessoal e profissional". O projeto foi o primeiro da artista a não apresentar seu o rosto na capa; em vez disso, é visto sua virilha e suas mãos apoiadas nas bordas de suas calças desabotoadas, enquanto seu umbigo e barriga exposta são cobertos pelo logotipo e título do álbum. Também impresso na virilha está seu nome, cuja letra "O" — colocada onde deveria estar o umbigo — é cercada por um padrão cruciforme de luz acompanhado por uma coroa.
Com a ideia de adicionar um pouco de "intimidade" ao design e enfatizar a temática religiosa do álbum, as primeiras cópias das edições em CD, vinil e cassete vieram perfumadas com óleo de patchouli para simular o incenso das antigas igrejas católicas e que o consumidor pudesse sentir o cheiro da própria Madonna ao ouvir o material. Foi ideia dela adicionar o óleo, de acordo com um representante da Warner Records, que acrescentou que "ela queria criar um sabor dos anos sessenta e da igreja. Eu queria criar uma sensação sensual que você pudesse ouvir e cheirar". Além de tudo isso, cada exemplar trazia um encarte informativo intitulado "Fatos sobre a AIDS", que descrevia os fatos da prevenção do HIV/AIDS e exortava à prática de sexo seguro, bem como ao uso correto de preservativos e um número de telefone para o qual você poderia ligar para obter mais informações. A brochura enfatizava que era uma doença de "oportunidades iguais" e que não havia dados conclusivos sobre sua origem, mas enfatizava que "as pessoas com AIDS, independentemente de sua orientação sexual, merecem compaixão e apoio, não-violência e intolerância". O encarte terminava com a frase: "A AIDS não é uma festa!". Isso marcou a primeira vez que um artista popular incluiu informações sobre este vírus em um produto. Madonna, que havia sido uma das primeiras celebridades a se apresentarem em eventos beneficentes contra a AIDS, explicou: "Você pode fazer sexo, mas tem que praticá-lo de forma segura. Não há como evitar. Acho horrível todo mundo pensar: 'Ai meu Deus! AIDS! Agora todos nós temos que dormir sozinhos e nunca ter nada com ninguém'. Use sua imaginação. Seja criativo".

## Recepção

### Crítica profissional
| Críticas profissionais        | Críticas profissionais |
| Avaliações da crítica         | Avaliações da crítica  |
| Fonte                         | Avaliação              |
| ----------------------------- | ---------------------- |
| AllMusic                      | [ 74 ]                 |
| Blender                       | [ 75 ]                 |
| Chicago Sun-Times             | [ 76 ]                 |
| Entertainment Weekly          | A                      |
| NME                           | 10/10                  |
| Pitchfork                     | 9.0/10                 |
| Q                             | [ 80 ]                 |
| Rolling Stone                 | [ 16 ]                 |
| The Rolling Stone Album Guide | [ 81 ]                 |
| The Village Voice             | B+                     |

Like a Prayer foi aclamado por críticos musicais especializados, que o reconheceram como um dos trabalhos mais maduros e bem-sucedidos de Madonna e o consideraram o apogeu de sua carreira. Stephen Thomas Erlewine, do banco de dados Allmusic, deu cinco estrelas permitidas ao trabalho, observando que representava "a tentativa mais explícita de fazer uma declaração artística importante" por parte da artista e elogiou a "variedade caleidoscópica de estilos pop", que fez deste "seu melhor e mais consistente álbum". Don McLeese, do Chicago Sun-Times, também chamou-o de seu melhor trabalho, esclarecendo que "para aqueles que pensam que tal afirmação está enchendo-o de elogios falsos, é um disco ótimo para os padrões de qualquer artista popular". A Billboard comentou que, embora à primeira audição fosse menos "acessível" do que seus projetos anteriores, "no final é o mais satisfatório de Madonna, tanto musical quanto liricamente". Tony Power, da Blender, escreveu que é o disco "mais comovente e menos estridente" dela. Na Rolling Stone, o crítico JD Considine notou que a fama de Madonna até aquele ponto havia sido construída mais com base na "imagem do que na arte", mas que com Like a Prayer ela estava pedindo, com sucesso, para ser levada a sério; "Ousado em suas letras, ambicioso em sua sonoridade, este é de longe o álbum mais conscientemente sério que ela fez". O autor concluiu sua crítica o saudando como o momento "mais próximo da arte que a música pop já esteve [...] prova não apenas de que Madonna deve ser levada a sério como artista, mas de que ela é uma das vozes mais atraentes dos anos oitenta". Para Sal Cinquemani, editor da Slant, o trabalho representava a "maioridade de Madonna", com "um compilado de canções pop com instrumentos ao vivo, arranjos sofisticados, sons, letras e vocais mais fortes e confiantes".

"O fato dela poder pagar por todas essas maneiras diferentes, de poder usar vozes diferentes para se dirigir ao público e de se expressar musicalmente de maneiras que não são abertamente comerciais e não são necessariamente o que as pessoas gostariam dela, tudo isso dá ao álbum um forte senso de independência. Você não encontrará esse tipo de amplitude em um disco de Janet Jackson. Debbie Gibson escreve suas próprias canções, mas você não a encontrará aproveitando todas as oportunidades. [...] Madonna brinca deliberadamente com as pessoas e lhes dá algo que elas desejam".

—Trecho da análise feita por John Leland, da Spin.
Atribuindo à Like a Prayer uma nota 10 de 10, David Quantick, da revista britânica NME, saudou-o como "um exemplo brilhante, atencioso, surpreendente e alegre de música popular", enquanto Maura Johnston, da Pitchfork, deu-lhe uma classificação de 9 de 10 e observou que ele "revelou o quão grandioso, artística e pessoal, poderia ser uma estrela pop no auge de sua fama". Barry Walters, para o períodico San Francisco Examiner, elogiou a coesão do disco e o descreveu como uma representação de Madonna "[cruzando] a fronteira entre artesanato e inspiração". Mais tarde, Walters escreveu no The Rolling Stone Album Guide que Like a Prayer, com suas canções mais substanciais que "cobriam tópicos como abuso conjugal e negligência familiar", "aumentou efetivamente a aposta de Madonna como uma artista séria". Dando uma nota A, Jim Farber, expressou no Entertainment Weekly, que a música de mesmo nome demonstrou que a maneira dela "compor e interpretar elevou-se a novos níveis celestiais". Robert Christgau, crítico do The Village Voice, lamentou a "psicodelia infantil" de "Dear Jessie" e não se comoveu com "Promise to Try" e "Act of Contrition", mas sentiu que todas as outras canções eram memoráveis, especialmente "Like a Prayer", que chamou de "oração imbecil", e "Oh Father" e "Express Yourself" que, a seu ver são "emocionantes" temas de independência. Edna Gundersen, do jornal USA Today, descreveu a composição do álbum como uma "festa confessional", com destaque para a educação católica de Madonna. As canções estão repletas de conotações religiosas, arranjos espirituais e louvores e uma série de referências à alegria, fé, pecado e poder".
Resenhista do jornal The Washington Post, Richard Harrington argumentou que "Madonna criou o hábito de se reinventar regularmente: desta vez ela decidiu abrir seu coração e, ao fazê-lo, também abriu sua arte. [...] Like a Prayer oferece as opiniões dela sobre rompimentos — Sean, família, religião — e aceitar as consequências de sua libertação. Isso reflete uma certa bravura e, embora isso nem sempre leve a grandes canções, é um projeto totalmente louvável". Por fim, ele garantiu que não decepcionaria os fãs, mas "desafiaria eles e os detratores". Em análise para a revista Q, Lloyd Bradley deu cinco estrelas máximas para o projeto e o descreveu: "Musicalmente é variado, inesperado e longe de ser instantaneamente acessível; liricamente, é comovente, inteligente e sincero". Annie Zaleski do The A.V. Club explicou que as razões pelas quais ela estava se tornando uma artista séria com "coisas importantes" a dizer eram devido aos "arranjos muito bem pensados que criavam complexidade", por causa de sua desempenho vocal, que segundo o autor conseguiu transmitir e conectar com o conteúdo emocional das letras, e porque o disco representou seu som "mais contemporâneo" até então. Matthew Barton, da Attitude, enfatizou o "estilo camaleão" da artista, elogiando que "cada interpretação é cheia de emoção e cada música revisita sua versatilidade vocal". Garner afirmou que sua maturidade era "a distinção mais óbvia e agradável" e reconheceu que ela "conseguiu capturar seu público e convencê-los a crescer com ela".
Em comentários um pouco menos favoráveis, Chris Willman, do Los Angeles Times, admitiu que a cantora "não se esforça para camuflar o que para um observador casual da cultura pop e dos tablóides pareceria uma autobiografia descarada em muitas de suas canções". Nesse sentido, criticou as "combinações desconfortáveis de música e letra" e concluiu que o álbum foi "um grande salto musical, embora não tão bom quanto se poderia esperar". Um redator do The Village Voice também não ficou insatisfeito com a abordagem autobiográfica, argumentando que "não é preciso ser Joseph Campbell para desvendar seus mitos pessoais". Joe Levy, da revista Spin, também observou que não havia muito "da velha Madonna, nada da geração de mulheres que vieram depois dela: Regina, Debbie Gibson, Taylor Dayne". A jornalista considerou "Keep It Together" a única "grande" música dançante do disco e concluiu: "Se você juntar todos os discos anteriores de Madonna, convenhamos, minha relação com eles foi baseada no prazer, ou seja, o prazer de dançar ou apenas ouvir uma música como "Borderline" — onde acho que a voz dela soa muito sensual — e nunca fui, além disso. [Em contraste], meu relacionamento com Like a Prayer é o de um comprador. Certas músicas me fazem sentir um consumidor e outras me fazem sentir um admirador da arte". Em análise para a mesma publicação, Christian Logan escreveu: "Em Like a Prayer, seu relacionamento com Madonna muda de música para música, e isso deixa você desconfortável. É como sentar em uma mesa com uma amiga que está contando muito sobre si mesma para pessoas que ela não conhece".

### Reconhecimento
O sucesso comercial de Like a Prayer rendeu-lhe uma série de indicações e prêmios ao redor do mundo. Nos Best Seller Awards, organizado pela National Association of Recording Merchandisers (NARM), foi nomeado a Álbum Mais Vendido por uma Artista Feminina. Também esteve entre os indicados para Melhor Álbum nos Poll Winners Party, realizado revista britânica Smash Hits, enquanto Madonna concorreu a Melhor Artista Solo Feminina. Ela ganhou as categorias internacionais de Melhor Artista e Melhor Álbum nos Rockbjörnen. Já nos Japan Gold Disc Awards ganhou os de Melhor Álbum Solo Pop, Álbum do Ano e Artista do Ano. Pela obra, Bill Bottrell foi indicado a Melhor Engenharia em Álbum, Não Clássico na 32.ª edição dos Grammy Awards, mas perdeu para George Massenburg por seu trabalho em Cry Like a Rainstorm, Howl Like the Wind, de Linda Ronstadt.
Vários veículos de comunicação reconheceram Like a Prayer como um trabalho de destaque na carreira de sua intérprete, incluindo à Billboard, NME e Spy. De igual forma, foi distinguido como um dos melhores do ano, da década, do século e de todos os tempos. Em sua lista dos 500 melhores álbuns de sempre, a Rolling Stone o posicionou no 331º lugar. Em uma pesquisa organizada pelo Channel 4, sobre os 100 melhores álbuns da história da música, o voto de 500 pessoas o colocaram na oitava posição. No mesmo ano, foi destaque no livro 1001 Albums You Must Hear Before You Die, que apresenta os 1001 álbuns necessários de se ouvir antes de morrer. Consequentemente, algumas publicações também deram revisões retrospectivas favoráveis; por exemplo, Sal Cinquemani, da Slant, afirmou que "no final dos anos 80, [ela] já era uma das grandes estrelas pop de todos os tempos, mas com Like a Prayer ela se tornou uma das artistas mais importantes da história". Laura Sydell, da NPR, concluiu que o trabalho "abriu o caminho para uma nova geração de estrelas pop femininas se expressarem". Naquele momento, de acordo com Josh editores do The Guardian, após lançar três álbuns bem sucedidos, o disco seguinte da artista "tinha que ser algo marcante para conseguir silenciar os críticos". Like a Prayer, foi além e "calou-os". Lauren O'Neil, do The Independent, considerou que este era o seu trabalho "mais sério" e, ao mesmo tempo o que a mostrava "em sua forma mais acessível – sem rodeios". Observando que através dele ela "assumiu o controle de sua própria narrativa, após lançar discos que pediam ao público — e à imprensa — que gostasse dela".

## Promoção

### Singles

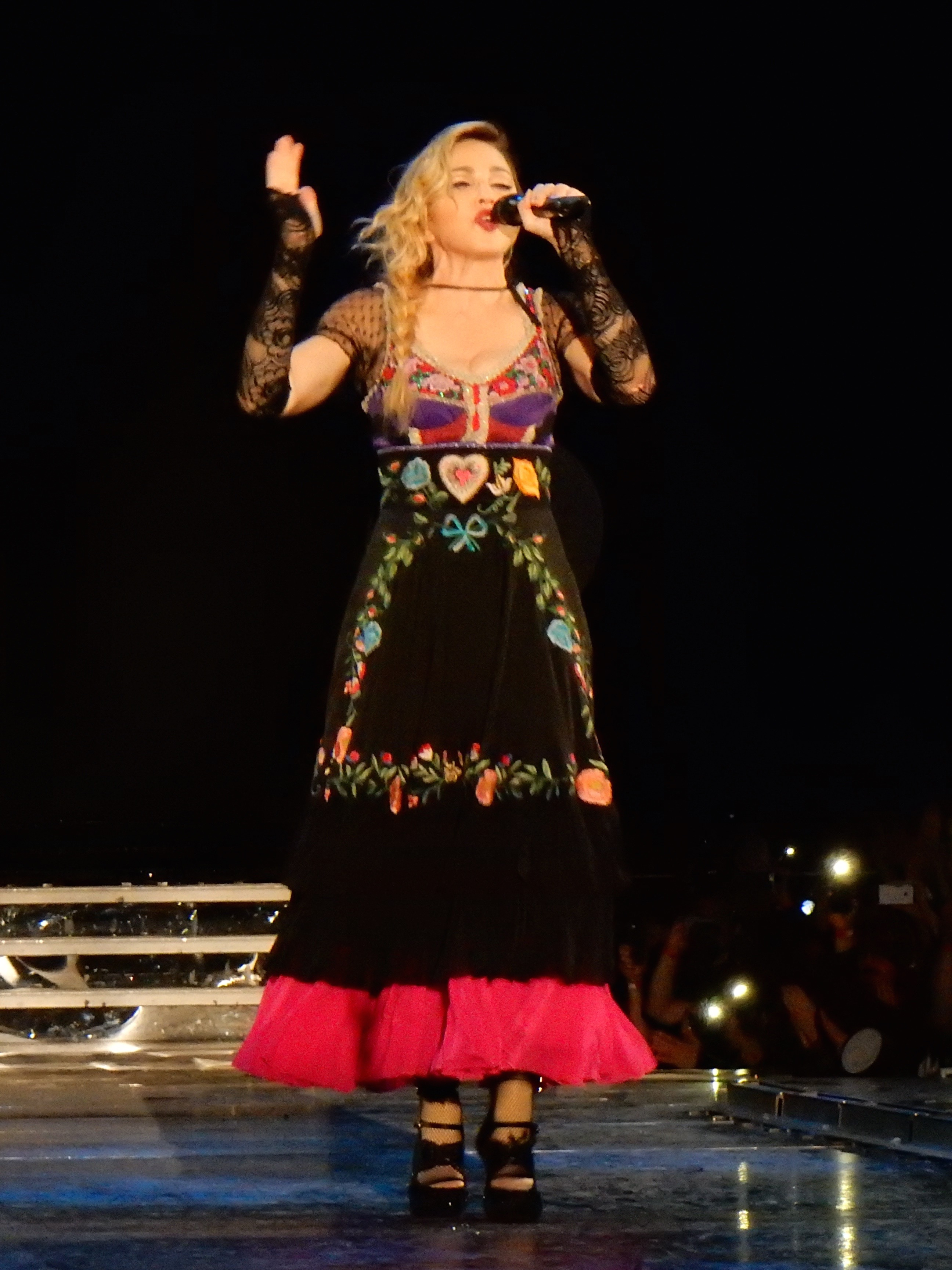
Em 14 de novembro de 2015, Madonna cantou "Like a Prayer" na parada de sua Rebel Heart Tour por Estocolmo em homenagem às vítimas dos ataques terroristas em Paris.

Seis singles foram lançados a partir de Like a Prayer; a primeira delas foi a faixa homônima, lançada em 3 de março de 1989. Um êxito comercial, atingiu o topo das tabelas musicais de países como Austrália, Canadá, Reino Unido, tornando-se o sétimo tema de Madonna a culminar na Billboard Hot 100, a maior quantidade entre qualquer artista feminina na década de 1980 — empatada com Whitney Houston — e o terceiro lugar no geral depois de Michael Jackson e Phil Collins. O vídeo musical correspondente foi dirigido por Mary Lambert e estreou em 3 de março de 1989 no canal televisivo MTV, que considerou-o "o mais controverso de Madonna". As cenas a retratam testemunhando o assassinato de uma jovem e se escondendo em uma igreja por segurança. O projeto incorporou símbolos católicos como estigmas, cruzes em chamas estilísticas do movimento Ku Klux Klan e um sonho sobre fazer amor com um santo. "Like a Prayer" foi usada em um comercial televisivo para a marca Pepsi, que posteriormente deixou de ser exibido devido aos protestos em relação ao vídeo, os quais pediram a sua proibição e também o boicote de produtos da marca, bem como de cadeias de fast-food da PepsiCo. O contrato da cantora com a empresa foi consequentemente cancelado, apesar de ter sido autorizada a ficar com seu cachê inicial de 5 milhões de dólares.
Em 9 de maio do mesmo ano, "Express Yourself" converteu-se na segunda música de trabalho do álbum. O vídeo musical correspondente, dirigido por David Fincher, apresenta Madonna como uma mulher glamorosa e masoquista, chefe de grande uma empresa, onde trabalham homens musculosos. No final, ela escolhe um deles — interpretado por Cameron Alborzian — como seu parceiro. Tornou-se o vídeo musical de maior custo da época, com 5 milhões de dólares gastos em sua produção; atualmente, é o terceiro vídeo mais caro de todos os tempos. Foi um sucesso comercial, liderando as tabelas musicais do Canadá, da Itália e da Suíça, ao passo que classificou-se entre as cinco canções mais executadas na Austrália, na Áustria, na Bélgica e em outras oito nações, como nos Estados Unidos, onde qualificou-se e sua terceira música a atingir a vice-liderança da Billboard Hot 100.
Madonna lançou "Cherish" como terceiro single em 1º de agosto. O vídeo musical correspondente foi dirigido pelo fotógrafo Herb Ritts e retrata Madonna interpretando si mesma, enquanto três atores vestidos como tritões nadam dentro e fora. Após "competir" com "Miss You Much", de Janet Jackson, pelo primeiro lugar no Billboard Hot 100, acabou ficando na vice liderança. Ainda assim, foi o seu 16_º tema consecutivo entre os cinco primeiros, a maior quantia para uma artista feminina e o segundo no geral, depois de Elvis Presley. Somado a isso, com um total de dezessete canções, ela empatou com Aretha Franklin como as artistas solo com mais entradas entre os dez primeiros da lista e com Michael Jackson como o únicos artistas a ter dez singles consecutivos durante a década de 1980. Culminou nas tabelas do Canadá e ficou entre os dez primeiros na Austrália, Bélgica, Noruega, Nova Zelândia, Reino Unido e Suíça.
"Oh Father", quarta faixa de trabalho, foi publicada nos Estados Unidos em 24 de outubro. Seu vídeo correspondente foi concebido como uma tentativa da aceitação dela com a morte de sua mãe. Dirigido por David Fincher e filmado em preto-e-branco, o trabalho retrata uma menina brincando na neve, enquanto sua mãe morre. Ao contrário de seus predecessores, recebeu menos recepção comercial; apenas na Finlândia e na Itália alcançou o top dez, no sexto lugar. "Dear Jessie" foi liberado em alguns territórios europeus em 4 de dezembro e nunca esteve disponível comercialmente em território estadunidense. Seu vídeo combina ação ao vivo e animação, retratando uma garotinha acordando na cama e interagindo com personagens de fantasia. "Keep It Together" foi lançado em 31 de janeiro de 1990 como o último single do disco nos Estados Unidos. Alcançou o oitavo lugar no Canadá e na Billboard Hot 100, enquanto na Austrália posicionou-se no primeiro lugar como lado A duplo com "Vogue", que foi a primeira música de trabalho da trilha sonora de I'm Breathless.

### Apresentações ao vivo

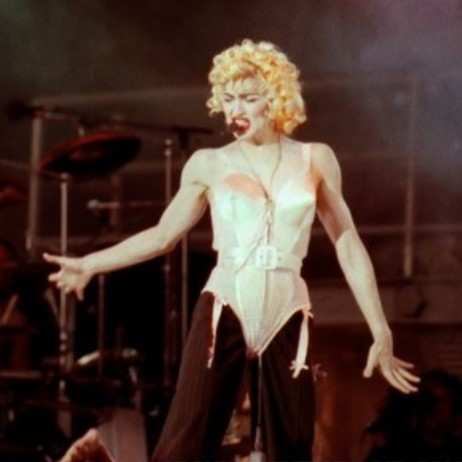
Madonna na performance de "Express Yourself", durante a Blond Ambition World Tour, usando um dos figurinos adornados pelo sutiã em formato de cone, desenhado por Jean-Paul Gaultier.

Em 6 de setembro de 1989, Madonna abriu a sexta edição dos MTV Video Music Awards — realizada em Los Angeles — com uma versão "provocativa" de "Express Yourself" acompanhada por suas vocalistas de apoio e dançarinas Niki Haris e Donna De Lory. Vestida com um terno risca de giz, uma jaqueta justa e uma corrente de monóculo, a cantora começou a apresentação dançando atrás de uma tela em silhueta, depois desceu um lance de escada que se iluminou quando ela pisou nelas. Então, removeu a jaqueta para revelar seu corpete e, com Haris e De Lory, iniciou a coreografia de vogue. Veículos especializados a nomearam como uma das melhores performances de Madonna em cerimônias de premiação e uma das maiores da história do evento. Ian Inglis, autor de Performance and Popular Music: History, Place and Time (2007), opinou que a apresentação "destacou a 'TV' da MTV" e conseguiu transformar Madonna e a rede em "árbitros culturais". A equipe de redação da Rolling Stone concluiu que "anos antes de  Michael Jackson criar polêmica com o vídeo de "Black or White", ela causou ao tocar em sua virilha enquanto o microfone estava preso ao seu decote".
Em suporte a Like a Prayer e I'm Breathless, Madonna embarcou na Blond Ambition World Tour. A turnê, que foi sua segunda mundial e a terceira, no geral, percorreu arenas e estádios pela Ásia, América do Norte e Europa ao longo de 57 concertos, começando em 13 de abril de 1990 no Chiba Marine Stadium em Chiba, Tóquio, e encerrando-se em 5 de agosto do mesmo ano no Stade Charles-Erhmann em Nice, França. Foi recebida com análises positivas de críticos de música e entretenimento, que destacaram a sua natureza teatral e a presença de palco da artista, embora alguns tenham ficado divididos em relação à sua produção exagerada e o uso de sincronia labial. Recebeu o prêmio de Most Creative Stage Production nos Pollstar Concert Industry Awards em 1990. Foi bem sucedida comercialmente, vendendo 800 mil ingressos e lucrando 62,7 milhões de dólares, o que fez de Madonna a segunda artista de maior sucesso em turnês à época, atrás de Michael Jackson.
A Blond Ambition World Tour foi marcada por controvérsias acerca de seu teor sexual e católico, em especial na Itália, onde organizações religiosas protestaram e condenaram tanto o show quanto a cantora e o Papa João Paulo II clamou por boicote. Os protestos foram bem sucedidos, com uma das três apresentações sendo cancelada. Em Toronto, a polícia ameaçou prende-la caso não ocorressem mudanças na performance de "Like a Virgin", onde Madonna simulava masturbação. Diversos concertos foram gravados e transmitidos, como a última apresentação da turnê, realizada em Nice, exibida pela HBO ao vivo e posteriormente lançada oficialmente no laserdisc Live! - Blond Ambition World Tour 90, rendendo à cantora seu primeiro Grammy Awards. Um documentário intitulado Madonna: Truth or Dare, foi lançado em 1991 mostrando os bastidores da turnê.

## Impacto e legado
"A recepção crítica e comercial de Like a Prayer deixou claro que Madonna agora estava trabalhando em um nível diferente do que quando ela era simplesmente uma estrela pop. Agora ela tinha os críticos "sérios" ao seu lado e o potencial não apenas para vender milhões, mas também para criar um impacto cultural duradouro".

—Daryl Easlea em Madonna: Blonde Ambition (2012).
De acordo com Nicholas Fonseca, da Entertainment Weekly, Like a Prayer marcou um "momento decisivo" na carreira de Madonna e lhe rendeu "uma dose substancial e há muito esperada de aclamação da crítica". Da mesma forma, Mark Savage, da BBC, opinou que foi com este álbum que "os críticos começaram a vê-la como uma artista, não apenas uma simples cantora pop". Em The Baby Boomer Encyclopedia (2011), Marty Gitlin disse que, graças ao lançamento, sua popularidade continuou a aumentar e ela foi aclamada pela crítica". Não muito distante, Marjorie Hallenbeck-Huber, em Celebrities' Most Wanted (2010), afirmou que, graças ao sucesso comercial da obra, tornou a cantora um nome familiar em todo o mundo. A própria Madonna o listou como um de seus álbuns favoritos e mencionou que o lançamento foi um "momento decisivo" para sua carreira. Na opinião de Carol Clerk — no livro Madonna Style (2012) —, o material havia alcançado aclamação da crítica por se tratar de um trabalho muito mais pessoal do que qualquer coisa que ela havia publicado anteriormente, além de tê-la afastado "da pista de dança para absorver a emoção, alguns novos tons de cor e a ocasional influência negra em sua juventude". J. Randy Taraborrelli opinou que "na carreira de todos os músicos, há pelo menos um álbum cujo sucesso comercial e de crítica se torna um momento mágico para o artista; para ela, eles eram Like a Virgin e Like a Prayer".
Julia Holt — em seu livro Madonna (1998) — afirmou que "foi o álbum que fez seus críticos engolirem suas palavras", enquanto Matthew Rettenmund escreveu que fez dela uma "artista confiável aos olhos de muitos" e foi sua "grande tática de respeito e longevidade de carreira". Em Music of the 1980s (2011), Thomas Harrison escreveu que ela "continuou sua tradição de ultrapassar limites" abordando temas desconfortáveis em canções e que, após seu lançamento, Madonna havia se estabelecido como um ícone da música popular. O'Brien observou que, ao desmantelar as mensagens católicas patriarcais e arcaicas, ela criou um álbum conceitual e passou do estrelato pop à arte. Rooksby considerou-o o único álbum da intérprete a merecer inclusão em qualquer lista dos melhores álbuns da década de 1980. Kenneth G. Bielen, em The Lyrics of Civility: Biblical Images and Popular Music Lyrics in American Culture (1999), escreveu que foi "o fechamento de um capítulo" em sua carreira, acrescentando: "Cinco anos atrás, ela fazia apenas um dance pop manufaturado. Com Like a Prayer, ela provou que era uma artista que podia pensar com mais do que seu corpo".
No artigo "Dez razões pelas quais Like a Prayer continua sendo um clássico de todos os tempos", escrito por Matthew Barton e publicado pela Attitude, observou-se que o álbum fez de Madonna um ícone e serviu como um exemplo de "como levar uma carreira pop para o próximo nível". Além de ser "atraente comercialmente", ele acrescentou que era "artisticamente refinado": "A combinação de música, direção de arte, vídeo e polêmica tornou-se um modelo para artistas, e álbuns como este criarem legados duradouros". Ele concluiu que se tornou um "clássico moderno que consolidou seu status de artista pop mais importante de sua geração". De acordo com Christopher Rosa, do VH1, foi o primeiro álbum do gênero que "evocou o que as artistas femininas exploram hoje: sexualidade, religião, igualdade de sexos e independência. Foi pioneiro, e nenhuma mulher na música jamais chegou perto de fazer algo tão revolucionário. Um editor do NME notou que "vestígios" de Like a Prayer "persistem" nas obras de Christine and the Queens e em canções específicas como "S&M" (2011), de Rihanna, e "Side to Side" (2016), de Ariana Grande. No geral, ele atribuiu-o por abrir o caminho para "expressão visual ousada, gerando artistas no cenário pop com ideias conceituais e ambiciosas que geram discussões e caminham agilmente na linha entre alegria e perigo".
Para Sebas E. Alonso, há um "influência declarada" em artistas como Taylor Swift, bem como um "precedente para discos maduros de outros artistas pop masculinos e femininos". Swift afirmou que o título de seu álbum 1989 (2014) não se referia apenas ao ano de seu nascimento, mas à influência da música lançada naquele período por artistas como Madonna e Annie Lennox, que "tomaram as decisões mais incríveis, ousadas e arriscadas quando o assunto era música pop". As vendas de patchouli aumentaram desde que Madonna colocou o perfume no encarte do álbum; Michel Chenelle, gerente da loja The Soap Plant localizada em West Hollywood, afirmou em um relatório de fevereiro de 1992 que "todos, incluindo os yuppies, queriam tê-lo". Não muito distante, El Hunt aplaudiu a cantora por usar sua "enorme plataforma" para expor a epidemia de AIDS em um momento em que a doença era amplamente temida e incompreendida pelo público, e as pessoas LGBT+ eram desproporcionalmente discriminadas". De acordo com Douglas Kellner, Like a Prayer e seus singles foram particularmente influentes no campo dos videoclipes. Madonna tentou experimentar diferentes formas e estilos com os vídeos e, no processo, ela construiu um novo conjunto de imagem e identidade.
O vídeo de "Like a Prayer" foi extremamente controverso e ganhou muita atenção por sua exploração de temas religiosos. Pareles escreveu que a gravação "colocou um circo da mídia em movimento, levantando justamente aquelas questões de sexualidade e religiosidade que Madonna queria levantar". O Vaticano condenou a produção, enquanto os críticos observaram sacrilégio e heresia. Madonna comentou: "A arte deve ser controversa, e isso é tudo". Stewart M. Hoover escreveu que o vídeo ultrapassou os limites ao "trazer imagens religiosas tradicionais para o contexto da música popular". Da mesma forma, Daniel Welsh, do The Huffington Post, escreveu que ele "catapultou Madonna para o ranking dos pesos pesados na produção de videoclipes e provou ao mundo que ela realmente falava sério". Já o vídeo de "Express Yourself" também foi notado pelos críticos por sua exploração da sexualidade feminina, e eles chegaram à conclusão de que a imagem masculina de Madonna apresentada nele era uma flexão de gênero; Os autores Santiago Fouz-Hernández e Freya Jarman-Ivens comentaram que "o vídeo retratou a abordagem desconstrutiva de flexão de gênero associada à autorreflexividade das imagens no pós-modernismo". Michelle Gibson e Deborah Townsend Meem, autoras de Femme/Butch, elogiaram a produção por mostrar uma mudança de poder entre os sexos, declarando que "Madonna reivindicou de forma assertiva todo o espaço de gênero possível como Marlene Dietrich". O autor John Semonche explicou em seu livro Censoring Sex que, com os audiovisuais da era True Blue e Like a Prayer, Madonna ultrapassou os limites do que poderia ser exibido na televisão, o que resultou em um aumento de sua popularidade.

## Alinhamento de faixas
Todas as faixas foram escritas e produzidas por Madonna e Patrick Leonard, exceto onde indicado.
| Like a Prayer — Edição padrão |                          |                      |                |         |  |
| N.º                           | Título                   | Compositor(es)       | Produtor(es)   | Duração |  |
| 1.                            | "Like a Prayer"          |                      |                | 5:41    |  |
| 2.                            | "Express Yourself"       | Madonna Stephen Bray | Madonna Bray   | 4:39    |  |
| 3.                            | "Love Song" (com Prince) | Madonna Prince       | Madonna Prince | 4:52    |  |
| 4.                            | "Till Death Do Us Part"  |                      |                | 5:16    |  |
| 5.                            | "Promise to Try"         |                      |                | 3:36    |  |
| 6.                            | "Cherish"                |                      |                | 5:03    |  |
| 7.                            | "Dear Jessie"            |                      |                | 4:20    |  |
| 8.                            | "Oh Father"              |                      |                | 4:57    |  |
| 9.                            | "Keep It Together"       | Madonna Bray         | Madonna Bray   | 5:03    |  |
| 10.                           | "Spanish Eyes"           |                      |                | 5:15    |  |
| 11.                           | "Act of Contrition"      |                      |                | 2:19    |  |
| Duração total:                | Duração total:           | Duração total:       | Duração total: | 51:16   |  |

| Like a Prayer — Edição comemorativa de 30 anos |                                           |                      |                                |         |  |
| N.º                                            | Título                                    | Compositor(es)       | Produtor(es)                   | Duração |  |
| 1.                                             | "Like a Prayer" (12" Dance Mix)           |                      | Madonna Leonard Shep Pettibone | 7:52    |  |
| 2.                                             | "Express Yourself" (Non-Stop Express Mix) | Madonna Stephen Bray | Madonna Bray Pettibone         | 8:00    |  |
| 3.                                             | "Love Song" (com Prince)                  | Madonna Prince       | Madonna Prince                 | 4:52    |  |
| 4.                                             | "Till Death Do Us Part"                   |                      |                                | 5:16    |  |
| 5.                                             | "Cherish" (Versão estendida)              |                      |                                | 6:16    |  |
| 6.                                             | "Dear Jessie"                             |                      |                                | 4:21    |  |
| 7.                                             | "Oh Father" (Versão single)               |                      |                                | 4:27    |  |
| 8.                                             | "Keep It Together" (12" Remix)            | Madonna Bray         | Madonna Bray Pettibone         | 7:48    |  |
| 9.                                             | "Pray for Spanish Eyes"                   |                      |                                | 5:17    |  |
| 10.                                            | "Supernatural"                            |                      |                                | 5:12    |  |
| Duração total:                                 | Duração total:                            | Duração total:       | Duração total:                 | 59:23   |  |

Notas
- "Spanish Eyes" foi re-intitulada "Pray for Spanish Eyes" em algumas edições do álbum.
- Nas notas do álbum "The powers that be" (Madonna e Patrick Leonard) são creditados como produtores de "Act of Contrition".

## Créditos
Lista-se abaixo os profissionais envolvidos na elaboração de Like a Prayer, de acordo com o encarte do álbum:
 Locais de gravação e mixagem 
- D&D Recording (Nova Iorque)
- Ocean Way Recording (Hollywood, Califórnia)
- Masterdisk (Nova Iorque)

 Músicos
- Madonna: vocais principais, vocais de apoio, sintetizadores adicionais
- Patrick Leonard: piano acústico, Órgão Hammond, clarinete, sintetizadores
- Stephen Bray: sintetizador
- Jai Winding: sintetizador
- Geary Lanier: clarinete
- Prince: guitarras, vocais
- Bruce Gaitsch: guitarras, violão
- Dann Huff: guitarras
- Chester Kamen: guitarras
- David Williams: guitarras
- Marcos Loya: violão requinto, vocais de apoio
- Randy Jackson: baixo
- Guy Pratt: baixo
- Jonathan Moffett: bateria
- Jeff Porcaro: bateria
- John Robinson: bateria
- Luis Conte: percussão
- Paulinho da Costa: percussão
- Joe Porcaro: marimba
- Sandra Crouch: pandeireta
- David Boruff: baixo
- Dick Hyde: baixo
- Chuck Findley: seção de latão, arranjos de trompa
- Steven Madaio: seção de latão
- Joe Mayer: trompa
- Richard Todd: trompa
- Larry Corbett: violoncelo
- Bill Meyers: arranjos de cordas e maestro
- Suzie Katayama: spalla
- The Andraé Crouch Choir: vocais de apoio
- Rose Banks: vocais de apoio
- Donna De Lory: vocais de apoio
- Lynne Fiddmont: vocais de apoio
- Niki Haris: vocais de apoio
- Marilyn Martin: vocais de apoio
- Ali Nadirah: vocais de apoio

 Produção e design 
- Madonna: produção musical
- Patrick Leonard: produção musical
- Stephen Bray: produção musical
- Prince: produção musical
- Bill Bottrell: engenharia de áudio, mixagem
- Heidi Hanschu: engenharia de áudio, mixagem
- Eddie Miller: engenharia de áudio, mixagem
- Stephen Shelton: engenharia de áudio, mixagem
- Michael Vail Blum: assistência de engenheiria de som
- Stacy Baird: assistência de engenharia de áudio
- Robert Salcedo: assistência de engenharia de áudio
- Joe Schiff: assistência de engenharia de áudio
- Bob Ludwig: masterização de áudio
- John Good: técnico de bateria
- Harry McCarthy: técnico de bateria
- Ivy Skoff: coordenador de produção
- Herb Ritts: fotografias
- Jeri Heiden: direção da arte
- Margo Chase: design de logotipo
- Freddy DeMann: gerenciamento
- Melissa Crow: gerenciamento
- Elisa Lane: gerenciamento

## Desempenho comercial
Nos Estados Unidos, Like a Prayer estreou na 11.ª ocupação da tabela Billboard 200 em 8 de abril de 1989. No dia 22 daquele mês, tornou-se o terceiro disco número um de Madonna nessa lista — depois de Like a Virgin (1984) e True Blue (1986) —, e fez dela o segundo artista com mais álbuns nessa posição durante a década de 1980, atrás de Bruce Springsteen, bem como o primeiro a colocar mais álbuns de estúdio consecutivos no topo desde que os Rolling Stones emplacou oito entre 1971 e 1981. Além disso, com apenas três semanas, foi o lançamento de Madonna a alcançar mais rapidamente o cume, em comparação com as cinco de True Blue e as onze de Like a Virgin. Permaneceu no posto por seis edições consecutivas, a maior estadia de sua carreira, e superou seu recorde anterior com True Blue, que esteve por cinco semanas em 1986. No total, oscilou por 77 edições na Billboard 200 e encerrou na décima segunda posição entre os mais bem sucedidos de 1989. Também alcançou a posição 55 na parada Top R&B/Hip-Hop Albums e o número um na Top Compact Disks; nesse último, foi o 11º CD mais adquirido no país no período de 3 de setembro de 1988 a 26 de agosto de 1989. A Recording Industry Association of America (RIAA) o certificou com quatro discos de platina denotando vendas de quatro milhões de cópias em solo estadunidense. No Canadá, estreou no décimo lugar do Canadian RPM Top Albums em 1 de abril e, no dia 29, moveu-se para o segundo posto, sendo barrado por The Raw & The Cooked, de Fine Young Cannibals. Por sua vez, no compilado divulgado pela The Record conquistou o ápice, onde manteve-se por cinco semanas consecutivas, da edição de 6 de maio a 3 de junho. Mais tarde, em recompensa às 500 mil cópias faturadas, foi premiado com cinco discos de platina pela Music Canada (MC). Like a Prayer foi classificado em primeiro lugar na parada oficial argentina — sob o título em espanhol Como Una Plegaria — e recebeu disco de platina pela Cámara Argentina de Productores de Fonogramas y Videogramas (CAPIF), após ter vendido mais de 60 mil réplicas. Já no Brasil, alcançou o terceiro lugar da lista divulgada pelo instituto Nelson Oliveira Pesquisa e Estudo de Mercado (NOPEM). Recebeu dois discos de platina pela Pro-Música Brasil (PMB) por comercializar 500 mil unidades.

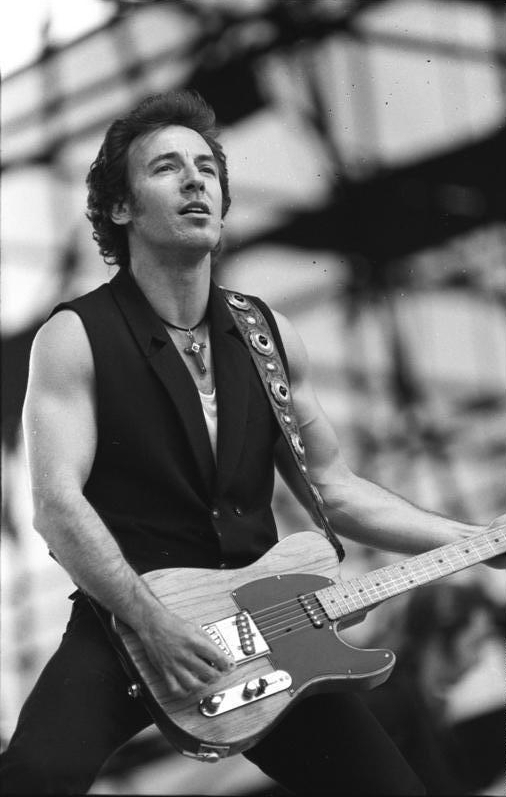
Com Like a Prayer no topo do Billboard 200, Madonna igualou-se a Bruce Springsteen (foto), entre os artistas com a maior quantidade de lideranças na parada durante a década de 1980.

No Japão, Like a Prayer chegou até a posição máxima da lista elaborada pelo Music Labo na edição de 6 de maio de 1989. Obteve dois certificados de platina da Recording Industry Association of Japan (RIAJ), representando 400 mil cópias consumidas. De forma semelhante, em Hong Kong, tornou-se seu sexto disco a ser certificado de platina pela International Federation of the Phonographic Industry (IFPI). Também obteve destaque na Oceania; Na Austrália, conquistou o quarto posto como melhor e permaneceu dentro da tabela por 49 semanas. Embora não tenha alcançado a liderança, terminou como o sexto álbum mais comprado do ano e foi classificado com quatro certificados de platina através da Australian Recording Industry Association (ARIA), após atingir 280 mil cópias vendidas. Watermark, da cantora irlandesa Enya, barrou Like a Prayer de alcançar a posição máxima na Nova Zelândia. Contudo, a Recorded Music NZ (RMNZ) deu a ele dois certificados de platina ao distribuir 30 mil unidades no território.
Sucesso semelhante, Like a Prayer registrou na Europa. No Reino Unido, em 1º de abril estreou na liderança da tabela oficial do país, a UK Albums Chart, e permaneceu nessa posição por mais uma edição. Desde então, a British Phonographic Industry (BPI) emitiu quatro certificados de platina reconhecendo 1 milhão e 200 mil réplicas distribuídas no território. Por fim, tornou-se o quinto disco mais popular do ano. Em solo alemão, o projeto em sua terceira semana ascendeu ao primeiro posto da tabela oficial e lá ficou mais quatro edições consecutivas. Tornou-se o quinto CD de maior sucesso do ano e foi três vezes condecorado com certificado de ouro por parte de a Bundesverband Musikindustrie (BVMI) depois de ultrapassar a marca de 750 mil exemplares. Foi o líder em vendas em Portugal, premiado com platina pela Associação Fonográfica Portuguesa por exceder 20 mil unidades faturadas. Ademais, listou-se na liderança de países como Áustria, Dinamarca, Espanha, Noruega, Países Baixos e Suíça. No European Top 100 Albums, gráfico da revista Music & Media, estreou no terceiro posto em 8 de abril de 1989. Na edição seguinte subiu para o ápice, enquanto a canção homônima conquistou a mesma posição tanto no European Hot 100 Singles quanto no European Airplay Top 50, de forma que Madonna converteu-se no segundo artista a liderar todas as três mais importantes paradas da Music & Music pela segunda vez, depois de Michael Jackson. Ao ocupar o comando por sete semanas consecutivas, Like a Prayer igualou-se a Money for Nothing, de Dire Straits, como a maior estadia de 1989. Foi o terceiro disco mais vendido do ano por um artista solo no continente, e o quarto no geral, atrás de Tracy Chapman de Tracy Chapman, Bad de Michael Jackson, e da trilha sonora Dirty Dancing. Em âmbito global, mais de 15 milhões de exemplares foram comercializados até 2020.
| País — Tabela musical (1989–2021)       | Posição de pico |
| --------------------------------------- | --------------- |
| Argentina (CAPIF)                       | 1               |
| Alemanha (GfK Entertainment Charts)     | 1               |
| Austrália (ARIA Charts)                 | 1               |
| Áustria (Ö3 Austria Top 40)             | 1               |
| Bélgica (IFPI Bélgica)                  | 1               |
| Brasil (NOPEM)                          | 3               |
| Canadá (RPM Top 100 Albums)             | 2               |
| Canadá (The Record)                     | 1               |
| Dinamarca (IFPI Dinamarca)              | 1               |
| Escócia (OCC)                           | 63              |
| Espanha (AFYVE)                         | 1               |
| Estados Unidos (Billboard 200)          | 1               |
| Estados Unidos (Top Compact Disks)      | 1               |
| Estados Unidos (Top R&B/Hip-Hop Albums) | 55              |
| Europa (European Top 100 Albums)        | 1               |
| França (SNEP)                           | 3               |
| Finlândia (IFPI Finlândia)              | 1               |
| Grécia (IFPI Grécia)                    | 1               |
| Hungria (MAHASZ)                        | 25              |
| Irlanda (IRMA)                          | 2               |
| Islândia (Tónlist)                      | 1               |
| Itália (Musica e dischi)                | 1               |
| Japão (Music Labo)                      | 1               |
| Noruega (VG-lista)                      | 1               |
| Nova Zelândia (Recorded Music NZ)       | 2               |
| Países Baixos (Dutch Charts)            | 1               |
| Portugal (AFP)                          | 1               |
| Reino Unido (UK Albums Chart)           | 1               |
| Suécia (Sverigetopplistan)              | 1               |
| Suíça (Schweizer Hitparade)             | 1               |

| País — Tabela musical (1989–1993) | Posição de pico |
| --------------------------------- | --------------- |
| Austrália (ARIA Charts)           | 92              |
| Japão (Oricon)                    | 25              |

| País — Tabela musical (1989)        | Posição |
| ----------------------------------- | ------- |
| Alemanha (GfK Entertainment Charts) | 5       |
| Austrália (ARIA Charts)             | 6       |
| Áustria (Ö3 Austria Top 40)         | 7       |
| Bélgica (IFPI Bélgica)              | 4       |
| Canadá (RPM Top 100 Albums)         | 4       |
| Estados Unidos (Billboard 200)      | 12      |
| Europa (European Top 100 Albums)    | 4       |
| França (SNEP)                       | 19      |
| Itália (Musica e dischi)            | 5       |
| Japão (Music Labo)                  | 25      |
| Nova Zelândia (Recorded Music NZ)   | 14      |
| Países Baixos (Dutch Charts)        | 7       |
| Reino Unido (UK Albums Chart)       | 9       |
| Suíça (Schweizer Hitparade)         | 5       |
| País — Tabela musical (1990)        | Posição |
| Estados Unidos (Billboard 200)      | 94      |

| Região                                                                                             | Certificação | Vendas     |
| -------------------------------------------------------------------------------------------------- | ------------ | ---------- |
| Alemanha (BVMI)                                                                                    | 3× Ouro      | 750 000^   |
| Argentina (CAPIF)                                                                                  | Platina      | 270 000    |
| Austrália (ARIA)                                                                                   | 3× Platina   | 280 000^   |
| Áustria (IFPI Áustria)                                                                             | Platina      | 80 000*    |
| Brasil (Pro-Música Brasil)                                                                         | 2× Platina   | 710 000    |
| Canadá (Music Canada)                                                                              | 5× Platina   | 500 000^   |
| Espanha (PROMUSICAE)                                                                               | 4× Platina   | 400 000^   |
| Estados Unidos (RIAA)                                                                              | 4× Platina   | 4 000 000^ |
| Finlândia (Musiikkituottajat)                                                                      | Ouro         | 70 818^    |
| França (SNEP)                                                                                      | 2× Platina   | 800 000    |
| Hong Kong (IFPI Hong Kong)                                                                         | Ouro         | 10 000^    |
| Japão (RIAJ)                                                                                       | 2× Platina   | 414,390    |
| Nova Zelândia (RIANZ)                                                                              | 2× Platina   | 30 000^    |
| Países Baixos (NVPI)                                                                               | 2× Platina   | 160 000^   |
| Portugal (AFP)                                                                                     | Ouro         | 20 000^    |
| Reino Unido (BPI)                                                                                  | 4× Platina   | 1 200 000^ |
| Suíça (IFPI Suíça)                                                                                 | 2× Platina   | 100 000^   |
| Resumos                                                                                            |              |            |
| Mundo                                                                                              | —            | 15 000 000 |
| *números de vendas baseados somente na certificação ^distribuições baseadas apenas na certificação |              |            |